# Georg Bertram
Georg Friedrich Bertram, född 14 mars 1896, död 4 januari 1979, var en tysk teolog.
Bertram var från 1925 professor i Nya Testamentets exegetik i Giessen. Hans mest kända arbete torde vara Die Leidensgeschichte Jesus und der Christuskult (1922), där han i anslutning till så kallade formhistoriska metoden på evangeliernas berättelser om Jesu död tillämpar sin allmänna tes om att evangelieforskningen måste undersöka i vad mån urförsamlingens kult påverkat traditionen om Jesus. Bland Bertrams övriga arbeten märks Neues Testament und historische Methode (1928).